# Llista d'asteroides/601–700
| Nom                | Data de descobriment    | Lloc de descobriment                  | Descobridor(s)       |
| ------------------ | ----------------------- | ------------------------------------- | -------------------- |
| (601) Nerthus      | 21 de juny del 1906     | Heidelberg, Alemanya                  | M. F. Wolf           |
| (602) Marianna     | 16 de febrer del 1906   | Taunton (Massachusetts), Estats Units | J. H. Metcalf        |
| (603) Timandra     | 16 de febrer del 1906   | Taunton, Massachusetts, Estats Units  | J. H. Metcalf        |
| (604) Tekmessa     | 16 de febrer del 1906   | Taunton, Massachusetts, Estats Units  | J. H. Metcalf        |
| (605) Juvisia      | 27 d'agost del 1906     | Heidelberg, Alemanya                  | M. F. Wolf           |
| (606) Brangäne     | 18 de setembre del 1906 | Heidelberg, Alemanya                  | A. Kopff             |
| (607) Jenny        | 18 de setembre del 1906 | Heidelberg, Alemanya                  | A. Kopff             |
| (608) Adolfine     | 18 de setembre del 1906 | Heidelberg, Alemanya                  | A. Kopff             |
| (609) Fulvia       | 24 de setembre del 1906 | Heidelberg, Alemanya                  | M. F. Wolf           |
| (610) Valeska      | 26 de setembre del 1906 | Heidelberg, Alemanya                  | M. F. Wolf           |
| (611) Valeria      | 24 de setembre del 1906 | Taunton (Massachusetts), Estats Units | J. H. Metcalf        |
| (612) Veronika     | 8 d'octubre del 1906    | Heidelberg, Alemanya                  | A. Kopff             |
| (613) Ginevra      | 11 d'octubre del 1906   | Heidelberg, Alemanya                  | A. Kopff             |
| (614) Pia          | 11 d'octubre del 1906   | Heidelberg, Alemanya                  | A. Kopff             |
| (615) Roswitha     | 11 d'octubre del 1906   | Heidelberg, Alemanya                  | A. Kopff             |
| (616) Elly         | 17 d'octubre del 1906   | Heidelberg, Alemanya                  | A. Kopff             |
| (617) Pàtrocle     | 17 d'octubre del 1906   | Heidelberg, Alemanya                  | A. Kopff             |
| (618) Elfriede     | 17 d'octubre del 1906   | Heidelberg, Alemanya                  | K. Lohnert           |
| (619) Triberga     | 22 d'octubre del 1906   | Heidelberg, Alemanya                  | A. Kopff             |
| (620) Drakonia     | 26 d'octubre del 1906   | Taunton (Massachusetts), Estats Units | J. H. Metcalf        |
| (621) Werdandi     | 11 de novembre del 1906 | Heidelberg, Alemanya                  | A. Kopff             |
| (622) Esther       | 13 de novembre del 1906 | Taunton (Massachusetts), Estats Units | J. H. Metcalf        |
| (623) Chimaera     | 22 de gener del 1907    | Heidelberg, Alemanya                  | K. Lohnert           |
| (624) Hèctor       | 10 de febrer del 1907   | Heidelberg, Alemanya                  | A. Kopff             |
| (625) Xenia        | 11 de febrer del 1907   | Heidelberg, Alemanya                  | A. Kopff             |
| (626) Notburga     | 11 de febrer del 1907   | Heidelberg, Alemanya                  | A. Kopff             |
| (627) Charis       | 4 de març del 1907      | Heidelberg, Alemanya                  | A. Kopff             |
| (628) Christine    | 7 de març del 1907      | Heidelberg, Alemanya                  | A. Kopff             |
| (629) Bernardina   | 7 de març del 1907      | Heidelberg, Alemanya                  | A. Kopff             |
| (630) Euphemia     | 7 de març del 1907      | Heidelberg, Alemanya                  | A. Kopff             |
| (631) Philippina   | 21 de març del 1907     | Heidelberg, Alemanya                  | A. Kopff             |
| (632) Pyrrha       | 5 d'abril del 1907      | Heidelberg, Alemanya                  | A. Kopff             |
| (633) Zelima       | 12 de maig del 1907     | Heidelberg, Alemanya                  | A. Kopff             |
| (634) Ute          | 12 de maig del 1907     | Heidelberg, Alemanya                  | A. Kopff             |
| (635) Vundtia      | 9 de juny del 1907      | Heidelberg, Alemanya                  | K. Lohnert           |
| (636) Erika        | 8 de febrer del 1907    | Taunton (Massachusetts), Estats Units | J. H. Metcalf        |
| (637) Chrysothemis | 11 de març del 1907     | Taunton, Massachusetts, Estats Units  | J. H. Metcalf        |
| (638) Moira        | 5 de maig del 1907      | Taunton, Massachusetts, Estats Units  | J. H. Metcalf        |
| (639) Latona       | 19 de juliol del 1907   | Heidelberg, Alemanya                  | K. Lohnert           |
| (640) Brambilla    | 29 d'agost del 1907     | Heidelberg, Alemanya                  | A. Kopff             |
| (641) Agnes        | 8 de setembre del 1907  | Heidelberg, Alemanya                  | M. F. Wolf           |
| (642) Clara        | 8 de setembre del 1907  | Heidelberg, Alemanya                  | M. F. Wolf           |
| (643) Scheherezade | 8 de setembre del 1907  | Heidelberg, Alemanya                  | A. Kopff             |
| (644) Cosima       | 7 de setembre del 1907  | Heidelberg, Alemanya                  | A. Kopff             |
| (645) Agrippina    | 13 de setembre del 1907 | Taunton (Massachusetts), Estats Units | J. H. Metcalf        |
| (646) Kastalia     | 11 de setembre del 1907 | Heidelberg, Alemanya                  | A. Kopff             |
| (647) Adelgunde    | 11 de setembre del 1907 | Heidelberg, Alemanya                  | A. Kopff             |
| (648) Pippa        | 11 de setembre del 1907 | Heidelberg, Alemanya                  | A. Kopff             |
| (649) Josefa       | 11 de setembre del 1907 | Heidelberg, Alemanya                  | A. Kopff             |
| (650) Amalasuntha  | 4 d'octubre del 1907    | Heidelberg, Alemanya                  | A. Kopff             |
| (651) Antikleia    | 4 d'octubre del 1907    | Heidelberg, Alemanya                  | A. Kopff             |
| (652) Jubilatrix   | 4 de novembre del 1907  | Viena, Àustria                        | J. Palisa            |
| (653) Berenice     | 27 de novembre del 1907 | Taunton (Massachusetts), Estats Units | J. H. Metcalf        |
| (654) Zelinda      | 4 de gener del 1908     | Heidelberg, Alemanya                  | A. Kopff             |
| (655) Briseïs      | 4 de novembre del 1907  | Taunton (Massachusetts), Estats Units | J. H. Metcalf        |
| (656) Beagle       | 22 de gener del 1908    | Heidelberg, Alemanya                  | A. Kopff             |
| (657) Gunlöd       | 23 de gener del 1908    | Heidelberg, Alemanya                  | A. Kopff             |
| (658) Asteria      | 23 de gener del 1908    | Heidelberg, Alemanya                  | A. Kopff             |
| (659) Nestor       | 23 de març del 1908     | Heidelberg, Alemanya                  | M. F. Wolf           |
| (660) Crescentia   | 8 de gener del 1908     | Taunton (Massachusetts), Estats Units | J. H. Metcalf        |
| (661) Cloelia      | 22 de febrer del 1908   | Taunton, Massachusetts, Estats Units  | J. H. Metcalf        |
| (662) Newtonia     | 30 de març del 1908     | Taunton, Massachusetts, Estats Units  | J. H. Metcalf        |
| (663) Gerlinde     | 24 de juny del 1908     | Heidelberg, Alemanya                  | A. Kopff             |
| (664) Judith       | 24 de juny del 1908     | Heidelberg, Alemanya                  | A. Kopff             |
| (665) Sabine       | 22 de juliol del 1908   | Heidelberg, Alemanya                  | W. Lorenz            |
| (666) Desdemona    | 23 de juliol del 1908   | Heidelberg, Alemanya                  | A. Kopff             |
| (667) Denise       | 23 de juliol del 1908   | Heidelberg, Alemanya                  | A. Kopff             |
| (668) Dora         | 27 de juliol del 1908   | Heidelberg, Alemanya                  | A. Kopff             |
| (669) Kypria       | 20 d'agost del 1908     | Heidelberg, Alemanya                  | A. Kopff             |
| (670) Ottegebe     | 20 d'agost del 1908     | Heidelberg, Alemanya                  | A. Kopff             |
| (671) Carnegia     | 21 de setembre del 1908 | Viena, Àustria                        | J. Palisa            |
| (672) Astarte      | 21 de setembre del 1908 | Heidelberg, Alemanya                  | A. Kopff             |
| (673) Edda         | 20 de setembre del 1908 | Taunton (Massachusetts), Estats Units | J. H. Metcalf        |
| (674) Rachele      | 28 d'octubre del 1908   | Heidelberg, Alemanya                  | W. Lorenz            |
| (675) Ludmilla     | 30 d'agost del 1908     | Taunton (Massachusetts), Estats Units | J. H. Metcalf        |
| (676) Melitta      | 16 de gener del 1909    | Greenwich, Anglaterra                 | P. Melotte           |
| (677) Aaltje       | 18 de gener del 1909    | Heidelberg, Alemanya                  | A. Kopff             |
| (678) Fredegundis  | 22 de gener del 1909    | Heidelberg, Alemanya                  | W. Lorenz            |
| (679) Pax          | 28 de gener del 1909    | Heidelberg, Alemanya                  | A. Kopff             |
| (680) Genoveva     | 22 d'abril del 1909     | Heidelberg, Alemanya                  | A. Kopff             |
| (681) Gorgo        | 13 de maig del 1909     | Heidelberg, Alemanya                  | A. Kopff             |
| (682) Hagar        | 17 de juny del 1909     | Heidelberg, Alemanya                  | A. Kopff             |
| (683) Lanzia       | 23 de juliol del 1909   | Heidelberg, Alemanya                  | M. F. Wolf           |
| (684) Hildburg     | 8 d'agost del 1909      | Heidelberg, Alemanya                  | A. Kopff             |
| (685) Hermia       | 12 d'agost del 1909     | Heidelberg, Alemanya                  | W. Lorenz            |
| (686) Gersuind     | 15 d'agost del 1909     | Heidelberg, Alemanya                  | A. Kopff             |
| (687) Tinette      | 16 d'agost del 1909     | Viena, Àustria                        | J. Palisa            |
| (688) Melanie      | 25 d'agost del 1909     | Viena, Àustria                        | J. Palisa            |
| (689) Zita         | 12 de setembre del 1909 | Viena, Àustria                        | J. Palisa            |
| (690) Wratislavia  | 16 d'octubre del 1909   | Taunton (Massachusetts), Estats Units | J. H. Metcalf        |
| (691) Lehigh       | 11 de desembre del 1909 | Taunton, Massachusetts, Estats Units  | J. H. Metcalf        |
| (692) Hippodamia   | 5 de novembre del 1901  | Heidelberg, Alemanya                  | M. F. Wolf, A. Kopff |
| (693) Zerbinetta   | 21 de setembre del 1909 | Heidelberg, Alemanya                  | A. Kopff             |
| (694) Ekard        | 7 de novembre del 1909  | Taunton (Massachusetts), Estats Units | J. H. Metcalf        |
| (695) Bella        | 7 de novembre del 1909  | Taunton, Massachusetts, Estats Units  | J. H. Metcalf        |
| (696) Leonora      | 10 de gener del 1910    | Taunton, Massachusetts, Estats Units  | J. H. Metcalf        |
| (697) Galilea      | 14 de febrer del 1910   | Heidelberg, Alemanya                  | J. Helffrich         |
| (698) Ernestina    | 5 de març del 1910      | Heidelberg, Alemanya                  | J. Helffrich         |
| (699) Hela         | 5 de juny del 1910      | Heidelberg, Alemanya                  | J. Helffrich         |
| (700) Auravictrix  | 5 de juny del 1910      | Heidelberg, Alemanya                  | J. Helffrich         |